# Synallaxis
Synallaxis es un género de aves paseriformes perteneciente a la familia Furnariidae que agrupa a numerosas especies nativas de la América tropical (Neotrópico), la gran mayoría de América del Sur y tres de América Central y México. Se distribuyen desde el sur de México hasta el centro de Argentina y Uruguay. Sus miembros se denominan comúnmente pijuís, y también chamiceros, rastrojeros, colaespinas o güitíos entre otros.

## Etimología
El nombre genérico femenino «Synallaxis» deriva del término francés «Synallaxe» dado por Vieillot (1818) a estas aves con referencia a las características diferenciadas que garantizan las separación genérica, que por su vez deriva del griego «συναλλαξις sunallaxis, συναλλαξεως sunallaxeōs» que significa ‘intercambio’; una acepción diferente sería que deriva del nombre griego «Synalasis», una de las ninfas griegas Ionides.

## Características
Synallaxis es un género difícil de oscuros y esbeltos furnáridos, con alas cortas y a menudo colas largas con dos puntas. Miden entre 12,5 y 19 cm de longitud. Ocupan los matorrales en una variedad de hábitats boscosos y semiabiertos. Las especies pueden ser difíciles de identificar y son difíciles de ver; debe prestarse atención a sus vocalizaciones a menudo características. Muchas especies muestran una corona rufa contrastante y rufo en las alas, y muchas tienen una mancha en la garganta que se vuelve más conspicua (más negra) cuando cantan. El color de la cola es rufo en algunas y grisáceo o pardo en otras. Los nidos son estructuras globulares hechas de palitos con una entrada tubular de lado.

## Taxonomía
La especie Mazaria propinqua estuvo incluida en este género hasta que los estudios de genética molecular de Claramunt (2014) encontraron que es hermana de Schoeniophylax phryganophilus, y que juntas forman un clado con Certhiaxis. Esta relación cercana entre M. propinqua, un especialista de las islas de los ríos amazónicos, y S. phryganophilus, de la región de la cuenca el río Paraná, revela un nuevo patrón biogeográfico compartido por al menos otros cuatro pares de taxones con ecología y distribución similares. Los robustos resultados obtenidos, llevaron a la descripción de un nuevo género monotípico, exclusivo para la especie: Mazaria Claramunt, 2014. Este cambio taxonómico ha sido adoptado por las principales clasificaciones, y aprobado por el Comité de Clasificación de Sudamérica (SACC), en la Propuesa N° 717.

## Lista de especies
Según las clasificaciones del Congreso Ornitológico Internacional (IOC) y Clements Checklist/eBird el género agrupa a las siguientes especies, con el respectivo nombre popular de acuerdo con la Sociedad Española de Ornitología (SEO), u otro cuando referenciado:
| Imagen | Nombre científico         | Autor                        | Nombre común          | Estado de conservación | Notas                                         | Distribución |
| ------ | ------------------------- | ---------------------------- | --------------------- | ---------------------- | --------------------------------------------- | ------------ |
|        | Synallaxis scutata        | P.L. Sclater, 1859           | pijuí canela          | LC                     | [ nota 1 ] [ 13 ]                             |              |
|        | Synallaxis cinerascens    | Temminck, 1823               | pijuí ceniciento      | LC                     |                                               |              |
|        | Synallaxis gujanensis     | (Gmelin, 1789)               | pijuí coronipardo     | LC                     |                                               |              |
|        | Synallaxis albilora       | Pelzeln, 1856                | pijuí ocráceo         | LC                     |                                               |              |
|        | Synallaxis simoni         | Hellmayr, 1907               | pijuí del Araguaia    | LC                     | [ nota 2 ] [ 18 ] [ 19 ]                      |              |
|        | Synallaxis maranonica     | Taczanowski, 1879            | pijuí del Marañón     | CR                     |                                               |              |
|        | Synallaxis hypochondriaca | (Salvin, 1895)               | curutié grande        | NT                     | [ nota 3 ] [ 20 ] [ 14 ] [ 8 ] [ 21 ]         |              |
|        | Synallaxis stictothorax   | P.L. Sclater, 1859           | pijuí collarejo       | LC                     | [ nota 4 ] [ 13 ]                             |              |
|        | Synallaxis chinchipensis  | Chapman, 1925                | pijuí de Chinchipe    | LC                     | [ nota 5 ] [ 22 ] [ 19 ] [ 23 ] [ 24 ] [ 25 ] |              |
|        | Synallaxis zimmeri        | Koepcke, 1957                | pijuí de Ancash       | VU                     |                                               |              |
|        | Synallaxis brachyura      | Lafresnaye, 1843             | pijuí pizarroso       | LC                     |                                               |              |
|        | Synallaxis subpudica      | P.L. Sclater, 1874           | pijuí de Cundinamarca | LC                     |                                               |              |
|        | Synallaxis hellmayri      | (Reiser, 1905)               | pijuí de Hellmayr     | LC                     | [ nota 6 ] [ 20 ] [ 8 ] [ 21 ]                |              |
|        | Synallaxis ruficapilla    | Vieillot, 1819               | pijuí coronirrojo     | LC                     |                                               |              |
|        | Synallaxis cinerea        | Wied-Neuwied, 1831           | pijuí de Bahía        | NT                     | [ nota 7 ] [ 26 ]                             |              |
|        | Synallaxis infuscata      | Pinto, 1950                  | pijuí de Pinto        | EN                     |                                               |              |
|        | Synallaxis moesta         | P.L. Sclater, 1856           | pijuí oscuro          | LC                     |                                               |              |
|        | Synallaxis macconnelli    | Chubb, 1919                  | pijuí de McConnell    | LC                     |                                               |              |
|        | Synallaxis cabanisi       | Berlepsch & Leverkühn, 1890  | pijuí de Cabanis      | LC                     |                                               |              |
|        | Synallaxis hypospodia     | P.L. Sclater, 1874           | pijuí cenizo          | LC                     |                                               |              |
|        | Synallaxis spixi          | P.L. Sclater, 1856           | pijuí plomizo         | LC                     |                                               |              |
|        | Synallaxis albigularis    | P.L. Sclater, 1858           | pijuí pechioscuro     | LC                     |                                               |              |
|        | Synallaxis beverlyae      | Hilty, SL & Ascanio, 2009    | pijuí del Orinoco     | NT                     |                                               |              |
|        | Synallaxis albescens      | Temminck, 1823               | pijuí pechiblanco     | LC                     |                                               |              |
|        | Synallaxis frontalis      | Pelzeln, 1859                | pijuí frentigrís      | LC                     |                                               |              |
|        | Synallaxis azarae         | Orbigny, 1835                | pijuí de Azara        | LC                     |                                               |              |
|        | Synallaxis courseni       | Blake, 1971                  | pijuí de Apurímac     | VU                     |                                               |              |
|        | Synallaxis kollari        | Pelzeln, 1856                | pijuí de Roraima      | CR                     |                                               |              |
|        | Synallaxis erythrothorax  | P.L. Sclater, 1855           | pijuí centroamericano | LC                     |                                               |              |
|        | Synallaxis candei         | d'Orbigny & Lafresnaye, 1838 | pijuí barbiblanco     | LC                     |                                               |              |
|        | Synallaxis tithys         | Taczanowski, 1877            | pijuí cabecinegro     | VU                     |                                               |              |
|        | Synallaxis fuscorufa      | P.L. Sclater, 1882           | pijuí de Santa Marta  | NT                     |                                               |              |
|        | Synallaxis unirufa        | Lafresnaye, 1843             | pijuí rufo            | LC                     |                                               |              |
|        | Synallaxis castanea       | P.L. Sclater, 1856           | pijuí gorginegro      | LC                     |                                               |              |
|        | Synallaxis cinnamomea     | Lafresnaye, 1843             | pijuí pechiestriado   | LC                     |                                               |              |
|        | Synallaxis rutilans       | Temminck, 1823               | pijuí rojizo          | LC                     |                                               |              |
|        | Synallaxis cherriei       | Gyldenstolpe, 1930           | pijuí gorgicastaño    | LC                     |                                               |              |